# Cabinteely
Cabinteely (forma anglicizzata) o Cabán tSíle (in irlandese) è una località della Repubblica d'Irlanda. Fa parte della contea di Dún Laoghaire-Rathdown, nella provincia di Leinster.